# Dnjapro Mahiljou
Dnjapro Mahiljou bzw. Dnepr Mogiljow (belarussisch Футбольны клуб Дняпро Магілёў, russisch Футбольный клуб Днепр Могилёв) ist ein Fußballverein aus Mahiljou, Belarus. Der Klub gehörte nach der Unabhängigkeit von Belarus 1992 zu den Gründungsmitgliedern der Wyschejschaja Liha, der er bis zum Abstieg 2011 ununterbrochen angehörte. Sein größter Erfolg war der Gewinn der belarussischen Meisterschaft 1998.

## Geschichte
Der FK Dnjapro Mahiljou wurde 1960 als FK Chimik Mahiljou (russisch Химик) gegründet; er war der Betriebsfußballverein eines ortsansässigen Kunstfaserunternehmens. 1963 erfolgte die Umbenennung in Spartak Mahiljou (russisch Спартак). Seit August 1973 trägt der Verein seinen jetzigen Namen.
Ab 1992 spielte die Mannschaft in der ersten Liga des unabhängigen von Belarus und konnte vordere Plätze belegen. Vor der Spielzeit 1998 fusionierte der Klub mit dem Lokalrivalen Transmasch Mahiljou. Die zusammengelegte Mannschaft dominierte die Liga und der neue Klub gewann im ersten Jahr seines Bestehens den belarussischen Meistertitel.
In der Champions League 1999/2000 scheiterte die Mannschaft nach zwei Niederlagen am schwedischen Vertreter AIK. Auch in der Liga konnte nicht an den Erfolg angeknüpft werden und man fand sich bald im hinteren Mittelfeld der Meisterschaft wieder. 2006 stand die Mannschaft im Abstiegskampf, konnte sich aber mit vier Punkten Vorsprung auf den Absteiger Lokomotive Minsk retten. Ein Jahr später profitierte der Klub als Tabellenvorletzter davon, dass fortan nur noch der Letzte abstieg. 2010 nahm das Team am GUS-Pokal teil, wobei sie im Viertelfinale nach einer 1:3-Niederlage am kasachischen Verein FK Aqtöbe scheiterten.

## Spieler
- Maksim Ramaschtschanka (1993–1994)
- Dsmitryj Lichtarowitsch (1994–2002)
- Wital Bulyha (1997–2002, 2013)
- Zimafej Kalatschou (2000–2003)
- Artur Kotenko (2013)